# 香里有佐
香里 有佐（こうり ありさ、3月13日 - ）は、日本の女性声優。大阪府出身。青二プロダクション所属。

## 略歴
関西大学文学部総合人文学科卒業。
8歳の頃よりNHK大阪児童劇団に所属し、6年間通っていた。児童劇団へは、母親に聞かれたことから自身の意思で入っていたという。また、この頃より歌やダンスの練習をしていた。
中学2年生の頃より、児童劇団を卒団し、キャレスボーカル&ダンススクールに入所。入所した理由は、しばらくは習い事がない時期があり、次の世代に繋げることが良いと思い、同所を見つけ興味を持ったことからだという。
大学にて英語講師をしつつ、ナレーションの仕事をしている先生が話を聞いた後に背中を押され、これまでの経験を活かし、様々なきっかけが重なったことから、青二塾のオーディションを受けた。その後、青二塾大阪校に32期生として入所。大学3・4年生の2年間に青二塾に通い、大学は入学後に専攻を決めることができる学科であったことから、2年生より映像文化を学んでいたという。卒業後、2016年より青二プロダクションに所属。
『名探偵コナン』第855話（2017年4月15日放送回）にて川口克人役がアニメで初めて名前のあるキャラクターとなった。
2018年、『あっくんとカノジョ』のメインキャストの1人として荘千穂役に抜擢され、これが初めてレギュラー出演となる作品となった。

## 人物
資格は英検2級。趣味は音楽鑑賞。特技は歌唱、ダンス。方言は関西弁。
自身が好きなアニメに、前述の『名探偵コナン』を挙げている。
ラーメンが好物。きっかけは大学時代に「麺香房 三く」（大阪市福島区）のつけ麺を食べたことだという。また、2019年2月14日からはニコニコチャンネル『ボイスアリーナ』内でラーメン専門番組「香里有佐の有麺団」を開始している。
ラジオ番組『ここいば!』で共演した小山百代と射場美波と交友関係がある。
2017年よりリリースされた『アイドルマスター ミリオンライブ! シアターデイズ』では、新たに追加されたアイドルである桜守歌織役に抜擢された。元々は「アイドルマスターシリーズ」のファンである友人がおり、その影響から『アイドルマスター ミリオンライブ!』シリーズが大好きになったものの、自身も同作に参加することになると夢に思っていなかったという。また、元々は白石紬役のオーディションを受けていたが、その場で「歌織役もやってみて」と言われて、歌織役に合格したという。また、自身と同時に作品に加わり、かつ紬役に抜擢された南早紀との親交が深く、現在は公認夫婦として認定されている。

## 出演
太字はメインキャラクター。

### テレビアニメ
2016年
- チア男子!!（DREAMSメンバー(3)、女子(3)）

2017年
- 名探偵コナン（川口克人）
- UQ HOLDER! 〜魔法先生ネギま!2〜（自動音声）
- 妖怪アパートの幽雅な日常（女子生徒B）

2018年
- ONE PIECE（2018年 - 2022年、鏡、女性門、女客、来賓客、巨人族 他）
- あっくんとカノジョ（荘千穂）
- それいけ!アンパンマン（2018年 - 2020年、ネコ美、クマの子供、いくら姫〈3代目〉）
- バキ（女子生徒）
- ハッピーシュガーライフ（北埋川静香）
- ONE PIECE エピソードオブ空島
- ゲゲゲの鬼太郎（第6作）（2018年 - 2020年、女子高生、母、人魚）
- 狐狸之声（チュユン）

2019年
- ギヴン（女子高生）

2020年
- マギアレコード 魔法少女まどか☆マギカ外伝（クラスメイト）
- ちはやふる3（女子選手）
- アサティール 未来の昔ばなし（侍女）
- 宇崎ちゃんは遊びたい!
- テイルズ オブ クレストリア -咎ヲ背負いて彼は発つ-

2021年
- アイドリッシュセブン Third BEAT!（店員）
- もっと!まじめにふまじめ かいけつゾロリ（アリボー）
- ちびまる子ちゃん（2021年 - 2022年、店員、CMソング）

2022年
- 舞妓さんちのまかないさん（舞妓）
- シャインポスト（苗川柔）

2023年
- アイドルマスター ミリオンライブ!（桜守歌織）

2024年
- 株式会社マジルミエ（魔法少女）

### 劇場アニメ
- 劇場版 夏目友人帳 〜うつせみに結ぶ〜（2018年、女子小学生）
- みちるレスキュー!（2020年、花咲みちる[18]） ※本来は池袋HUMAXシネマズでの上映予定だったが中止となり、公開はアニマックスでのテレビ放送のみ
- ジョゼと虎と魚たち（2020年）
- 竜とそばかすの姫（2021年）
- 映画かいけつゾロリ ラララ♪スターたんじょう（2022年、ウッチ）

### Webアニメ
- Pokémon Evolutions（2021年、ピカチュウ〈メス〉）
- HELLO OSAKA（2023年、水奈瀬波）
- ムーンライズ（2025年、イナンナ・ジンガー[19]）

### ゲーム
2016年
- ダンジョンストライカーG（ユディン 他）

2017年
- アイドルマスター ミリオンライブ! シアターデイズ（2017年 - 2025年、桜守歌織）
- 極光のレムリア（カロン）

2018年
- 天華百剣（大和守安定）
- 温泉むすめ ゆのはなこれくしょん（榊原伊都）
- GIGANT SHOCK（LiNe）
- アートオブコンクエスト（アカラナ）

2019年
- メリーガーランド（イルーナ）
- ドールズフロントライン（GSh-18、SRS）
- FOCUS on YOU（ハン・ユア）
- かくりよの門 -朧-（おつの）

2020年
- ゴエティアクロス（サクス、アナトレト）
- ステーションメモリーズ!（新阪ルナ〈2代目〉）
- プロ野球 ファミスタ 2020（イシター）
- ビビッドアーミー（クロワ）
- アルカ・ラスト 終わる世界と歌姫の果実（サフィス）

2021年
- アニマエ・アルケー（仁愛〈ニア〉）
- ラクガキ キングダム（サン・サティナ）
- Caligula2（リグレット）
- アイドルマスター ポップリンクス（桜守歌織）
- テイルズ オブ アライズ
- アイドルマスター スターリットシーズン（桜守歌織）

2022年
- Engage Kill（クロエ・タン）
- ポケモンマスターズEX

2025年
- けものフレンズ3（マルミミゾウ）
- シャインポスト Be Your アイドル!（苗川柔）
- Link!Like!ラブライブ!（大道広実）

### ドラマCD
- アイドルマスター ミリオンライブ！ シリーズ（2018年 - 、桜守歌織〈佳織 / 先生 / オスカー・タラボット〉）

### デジタルコミック
- こっちむいて!みい子（2019年、小川ゆう子[42]）
- 空っぽ聖女として捨てられたはずが、嫁ぎ先の皇帝陛下に溺愛されています（2024年、エルセ[43]）

### オーディオブック
- また、同じ夢を見ていた（2017年、お母さん[44]）
- スマホを落としただけなのに（2018年、朗読）

### テレビ番組
※はインターネット配信。
- 香里有佐の有麺団（2019年 - 、ニコニコ生放送・YouTube Live※）
- 香里有佐のありありさー！（2019 - 2020年、ニコニコ生放送※）
- ペライチ論文（ペラちゃんの声）
- 峯田茉優は香里有佐と仲良くなりたい！（2021年 - 、ニコニコ生放送・YouTube Live※）

### ラジオ
※はインターネット配信。
- ここいば!（2017年 - 2020年、ラジオ大阪・超A&G+※）
- みんなの作文（ニッポン放送）
- 高柳知葉と香里有佐の”わちゃちゃらじお”（2023年 - 、ニコニコチャンネル※）[45]
- ここいばフェニックス（2024年 - 、OPENREC.tv※）[46]

### ラジオドラマ
- 青山二丁目劇場 取り戻せ、お父さん（真帆）

### 映像商品
- THE IDOLM@STER MILLION THE@TER GENERATION 11 UNION!! 【BD特典映像】THE IDOLM@STER MILLION LIVE! EXTRA LIVE MEG@TON VOICE![47]
- Animelo Summer Live 2018 “OK!" Blu-ray（2019年、アイドルマスターミリオンライブ！ミリオンスターズとして出演）[48]
- THE IDOLM@STER MILLION LIVE! 5thLIVE BRAND NEW PERFORM@NCE!!! LIVE Blu-ray（2019年）[49]
- THE IDOLM@STER MILLION THE@TER WAVE 01 Flyers!!! 【BD特典映像】ミリシタ感謝祭[50]
- THE IDOLM@STER MILLION LIVE! 6thLIVE TOUR UNI-ON@IR!!!! LIVE Blu-ray Angel STATION @SENDAI（2020年）[51]
- THE IDOLM@STER MILLION LIVE! 6thLIVE TOUR UNI-ON@IR!!!! SPECIAL LIVE Blu-ray（2020年）[52]
- バンダイナムコエンターテインメントフェスティバル 2days LIVE Blu-ray（2020年、アイドルマスター ミリオンライブ！ ミリオンスターズとして出演）[53]
- THE IDOLM@STER MILLION LIVE! 7thLIVE Q@MP FLYER!!! Reburn LIVE Blu-ray DAY1（2022年）[54][55][56]
- THE IDOLM＠STER MILLION LIVE! 8thLIVE Twelw@ve　LIVE Blu-ray DAY1（2022年）[57][58]
- THE IDOLM@STER M@STERS OF IDOL WORLD!!!!! 2023 Blu-ray PERFECT BOX!!!!!（2023年）[59]
- THE IDOLM@STER MILLION LIVE! 9thLIVE ChoruSp@rkle!! LIVE Blu-ray DAY2（2024年）[60][61]

### ボイスオーバー
- おはよう日本
- 月曜から夜ふかし
- 幸せ!ボンビーガール
- そういえば…むかしどうしてた?
- 7つの海を楽しもう!世界さまぁ〜リゾート

### 舞台
- 生きていてこそ!〜焼け跡の子供たち〜（カミソリ、アネゴ）
- でいごの花咲くころ（白ゆり隊 真栄田）
- 朗読劇 謎解きはディナーのあとで（宝生麗子）
- 音楽朗読劇 レ・ミゼラブル（コゼット 他[62]）
- 幽玄朗読舞 KANAWA（鬼女[63]）

### パチンコ・パチスロ
- パチンコ『Pフィーバー アイドルマスター ミリオンライブ!』（2021年、桜守歌織[64]）
- パチスロ『パチスロ アイドルマスター ミリオンライブ!』（2021年、桜守歌織[65]）

### その他コンテンツ
- ガンダムオンライン宣伝部（アシスタント）
- MILGRAM -ミルグラム-（2020年、ムウ〈楠夢羽〉[66]）

## ディスコグラフィ

### キャラクターソング
| 発売日   | 商品名                                                                            | 歌 | 楽曲 | 備考                                                                   |
| 2017年   | 2017年                                                                            | 2017年 | 2017年 | 2017年                                                                 |
| -------- | --------------------------------------------------------------------------------- | --- | --- | ---------------------------------------------------------------------- |
| 7月26日  | THE IDOLM@STER MILLION THE@TER GENERATION 01 Brand New Theater!                   | 765 MILLION ALLSTARS | 「Brand New Theater!」 | ゲーム『アイドルマスター ミリオンライブ！ シアターデイズ』テーマソング |
| 7月26日  | THE IDOLM@STER MILLION THE@TER GENERATION 01 Brand New Theater!                   | 765 MILLION ALLSTARS | 「Dreaming!」 | ゲーム『アイドルマスター ミリオンライブ！ シアターデイズ』関連曲       |
| 9月20日  | THE IDOLM@STER MILLION LIVE! M@STER SPARKLE 02                                    | 桜守歌織（香里有佐） | 「ハミングバード」 | ゲーム『アイドルマスター ミリオンライブ！ シアターデイズ』関連曲       |
| 12月27日 | THE IDOLM@STER MILLION THE@TER GENERATION 03 エンジェルスターズ                   | エンジェルスターズ | 「Angelic Parade♪」 | ゲーム『アイドルマスター ミリオンライブ！ シアターデイズ』関連曲       |
| 12月27日 | THE IDOLM@STER MILLION THE@TER GENERATION 03 エンジェルスターズ                   | エンジェルスターズ | 「Brand New Theater!」 | ゲーム『アイドルマスター ミリオンライブ！ シアターデイズ』関連曲       |
| 2018年   |                                                                                   | | |                                                                        |
| 4月4日   | THE IDOLM@STER MILLION LIVE! M@STER SPARKLE 08                                    | 765 MILLION ALLSTARS | 「Brand New Theater!」 | ゲーム『アイドルマスター ミリオンライブ！ シアターデイズ』関連曲       |
| 6月1日   | THE IDOLM@STER LIVE THE@TER SOLO COLLECTION 06 エンジェルスターズ                 | 桜守歌織（香里有佐） | 「Angelic Parade♪」 | ゲーム『アイドルマスター ミリオンライブ！ シアターデイズ』関連曲       |
| 6月27日  | THE IDOLM@STER MILLION THE@TER GENERATION 09 4 Luxury                             | 4 Luxury | 「花ざかりWeekend✿」 「RED ZONE」 | ゲーム『アイドルマスター ミリオンライブ！ シアターデイズ』関連曲       |
| 7月27日  | アイドルマスター ミリオンライブ！ Blooming Clover 第3巻限定版 オリジナルCD        | 桜守歌織（香里有佐）、高山紗代子（駒形友梨）、矢吹可奈（木戸衣吹） | 「MUSIC♪」 | 漫画『アイドルマスター ミリオンライブ！ Blooming Clover』関連曲        |
| 8月29日  | THE IDOLM@STER MILLION THE@TER GENERATION 11 UNION!!                              | 765 MILLION ALLSTARS | 「UNION!!」 「Welcome!!」 | ゲーム『アイドルマスター ミリオンライブ！ シアターデイズ』関連曲       |
| 10月24日 | THE IDOLM@STER THE@TER BOOST 02                                                   | 桜守歌織（香里有佐）、最上静香（田所あずさ）、望月杏奈（夏川椎菜）、百瀬莉緒（山口立花子）、宮尾美也（桐谷蝶々） | 「オーディナリィ・クローバー」 「DIAMOND DAYS」 | ゲーム『アイドルマスター ミリオンライブ！ シアターデイズ』関連曲       |
| 11月21日 | THE IDOLM@STER 765 MILLIONSTARS HOTCHPOTCH FESTIV@L!! LIVE CD                     | 馬場このみ（高橋未奈美）、百瀬莉緒（山口立花子）、豊川風花（末柄里恵）、桜守歌織（香里有佐） | 「おとなのはじまり」 | テレビアニメ『THE IDOLM@STER』関連曲                                   |
| 2019年   |                                                                                   | | |                                                                        |
| 4月26日  | THE IDOLM@STER THE@TER SOLO COLLECTION 07 ANGEL STARS                             | 桜守歌織（香里有佐） | 「RED ZONE」 | ゲーム『アイドルマスター ミリオンライブ！ シアターデイズ』関連曲       |
| 7月24日  | THE IDOLM@STER MILLION THE@TER WAVE 01 Flyers!!!                                  | 765 MILLION ALLSTARS | 「Flyers!!!」 | ゲーム『アイドルマスター ミリオンライブ！ シアターデイズ』関連曲       |
| 7月24日  | THE IDOLM@STER MILLION THE@TER WAVE 01 Flyers!!!                                  | ジェネシス×ネメシス | 「Justice OR Voice」 | ゲーム『アイドルマスター ミリオンライブ！ シアターデイズ』関連曲       |
| 7月24日  | THE IDOLM@STER MILLION THE@TER WAVE 01 Flyers!!!                                  | 豊川風花（末柄里恵）、馬場このみ（高橋未奈美）、百瀬莉緒（山口立花子）、桜守歌織（香里有佐）、二階堂千鶴（野村香菜子） | 「White Vows」 | ゲーム『アイドルマスター ミリオンライブ！ シアターデイズ』関連曲       |
| 2020年   |                                                                                   | | |                                                                        |
| 7月29日  | THE IDOLM@STER THE@TER CHALLENGE 03                                               | 野々原茜（小笠原早紀）、島原エレナ（角元明日香）、桜守歌織（香里有佐）、二階堂千鶴（野村香菜子）、北沢志保（雨宮天） | 「クルリウタ」 「DIAMOND DAYS」 | ゲーム『アイドルマスター ミリオンライブ！ シアターデイズ』関連曲       |
| 8月26日  | THE IDOLM@STER MILLION THE@TER WAVE 10 Glow Map                                   | 765 MILLION ALLSTARS | 「Glow Map」 | ゲーム『アイドルマスター ミリオンライブ！ シアターデイズ』関連曲       |
| 8月26日  | THE IDOLM@STER MILLION THE@TER WAVE 10 Glow Map                                   | 桜守歌織（香里有佐） | 「MUSIC JOURNEY」 | ゲーム『アイドルマスター ミリオンライブ！ シアターデイズ』関連曲       |
| 8月27日  | アイドルマスター ミリオンライブ！ Blooming Clover 第7巻限定版 オリジナルCD        | 百瀬莉緒（山口立花子）、桜守歌織（香里有佐） | 「Just be myself!!」 | 漫画『アイドルマスター ミリオンライブ！ Blooming Clover』関連曲        |
| 9月23日  | THE IDOLM@STER MILLION THE@TER WAVE 11 オペラセリア・煌輝座                       | オペラセリア・煌輝座 | 「Parade d'amour」 「星宙のVoyage」 | ゲーム『アイドルマスター ミリオンライブ！ シアターデイズ』関連曲       |
| 10月28日 | アフターペイン                                                                    | ムウ（香里有佐） | 「アフターペイン」 「乙女解剖」 | 『MILGRAM -ミルグラム-』関連曲                                         |
| 12月9日  | ミライメモリーズ！                                                                | 為栗メロ（成海瑠奈）、新阪ルナ（香里有佐）、恋浜みろく（柳原かなこ） | 「ミライメモリーズ！」 | ゲーム『ステーションメモリーズ!』関連曲                                |
| 12月9日  | ミライメモリーズ！                                                                | 新阪ルナ（香里有佐） | 「Moon light, Dreamy night」 | ゲーム『ステーションメモリーズ!』関連曲                                |
| 2021年   |                                                                                   | | |                                                                        |
| 5月22日  | THE IDOLM@STER LIVE THE@TER SOLO COLLECTION 08 Angel Stars                        | 桜守歌織（香里有佐） | 「Justice OR Voice」 | ゲーム『アイドルマスター ミリオンライブ！ シアターデイズ』関連曲       |
| 7月28日  | THE IDOLM@STER MILLION THE@TER SEASON Harmony 4 You                               | 765 MILLION ALLSTARS | 「Harmony 4 You」 | ゲーム『アイドルマスター ミリオンライブ！ シアターデイズ』関連曲       |
| 7月28日  | THE IDOLM@STER MILLION THE@TER SEASON Harmony 4 You                               | エンジェルスターズ | 「EVERYDAY STARS!!」 | ゲーム『アイドルマスター ミリオンライブ！ シアターデイズ』関連曲       |
| 8月18日  | よりそう//メモリー                                                                | 新阪ルナ（香里有佐） | 「ミライメモリーズ！」 | ゲーム『ステーションメモリーズ！』関連曲                               |
| 10月6日  | THE IDOLM@STER STARLIT SEASON 00 GR@TITUDE                                        | Project LUMINOUS | 「GR@TITUDE」 | ゲーム『アイドルマスター スターリットシーズン』テーマソング            |
| 10月6日  | THE IDOLM@STER STARLIT SEASON 00 GR@TITUDE ランティス盤                           | MILLIONSTARS | 「GR@TITUDE」 | ゲーム『アイドルマスター スターリットシーズン』テーマソング            |
| 10月27日 | THE IDOLM@STER MILLION THE@TER SEASON BRIGHT DIAMOND                              | 水瀬伊織（釘宮理恵）、宮尾美也（桐谷蝶々）、春日未来（山崎はるか）、桜守歌織（香里有佐）、周防桃子（渡部恵子） | 「シークレットジュエル 〜魅惑の金剛石〜」 | ゲーム『アイドルマスター ミリオンライブ！ シアターデイズ』関連曲       |
| 10月27日 | THE IDOLM@STER MILLION THE@TER SEASON BRIGHT DIAMOND                              | BRIGHT DIAMOND | 「ダイヤモンド・クラリティ」 「Harmony 4 You」 | ゲーム『アイドルマスター ミリオンライブ！ シアターデイズ』関連曲       |
| 10月27日 | Caligula2-カリギュラ2- オリジナルサウンドトラック                                 | リグレット（香里有佐） | 「永遠の銀」 「オルターガーデン」 「スワップアウト」 「Q愛セニョリータ」 「Designed desires」 「祈っているだけ」 「ミス・コンダクタ」 「xxxx/xx/xx」 「SINGI」 「コスモダンサー」 | ゲーム『Caligula2』挿入歌                                              |
| 12月1日  | THE IDOLM@STER STARLIT SEASON 01                                                  | Project LUMINOUS | 「THE IDOLM@STER」 | ゲーム『アイドルマスター スターリットシーズン』関連曲                  |
| 12月1日  | THE IDOLM@STER STARLIT SEASON 01                                                  | CINDERELLA GIRLS、MILLIONSTARS | 「お願い！シンデレラ」 | ゲーム『アイドルマスター スターリットシーズン』関連曲                  |
| 12月1日  | THE IDOLM@STER STARLIT SEASON 01                                                  | 765PRO ALLSTARS、MILLIONSTARS | 「Thank you!」 | ゲーム『アイドルマスター スターリットシーズン』関連曲                  |
| 2022年   |                                                                                   | | |                                                                        |
| 1月19日  | THE IDOLM@STER STARLIT SEASON 02                                                  | 765PRO ALLSTARS、CINDERELLA GIRLS、MILLIONSTARS | 「Brand New Theater!」 | ゲーム『アイドルマスター スターリットシーズン』関連曲                  |
| 1月19日  | THE IDOLM@STER STARLIT SEASON 02                                                  | 星井美希（長谷川明子）、萩原雪歩（浅倉杏美）、高槻やよい（仁後真耶子）、双海亜美 / 真美（下田麻美）、城ヶ崎美嘉（佳村はるか）、諸星きらり（松嵜麗）、伊吹翼（Machico）、桜守歌織（香里有佐）、小宮果穂（河野ひより）、奧空心白（田中あいみ）                                           | 「夏のBang!!」 | ゲーム『アイドルマスター スターリットシーズン』関連曲                  |
| 2月12日  | THE IDOLM@STER LIVE THE@TER SOLO COLLECTION 09 Angel Stars                        | 桜守歌織（香里有佐） | 「オーディナリィ・クローバー」 | ゲーム『アイドルマスター ミリオンライブ！ シアターデイズ』関連曲       |
| 3月2日   | THE IDOLM@STER STARLIT SEASON 03                                                  | 765PRO ALLSTARS、MILLIONSTARS | 「UNION!!」 | ゲーム『アイドルマスター スターリットシーズン』関連曲                  |
| 3月2日   | THE IDOLM@STER STARLIT SEASON 03                                                  | 星井美希（長谷川明子）、萩原雪歩（浅倉杏美）、高槻やよい（仁後真耶子）、双海亜美 / 真美（下田麻美）、城ヶ崎美嘉（佳村はるか）、諸星きらり（松嵜麗）、伊吹翼（Machico）、桜守歌織（香里有佐）、小宮果穂（河野ひより）、田中摩美々（菅沼千紗）、奧空心白（田中あいみ）、亜夜（日高里菜） | 「全力★ドリーミングガールズ」 | ゲーム『アイドルマスター スターリットシーズン』関連曲                  |
| 4月13日  | THE IDOLM@STER STARLIT SEASON 04                                                  | Project LUMINOUS、DIAMANT | 「GR＠TITUDE」 | ゲーム『アイドルマスター スターリットシーズン』関連曲                  |
| 7月27日  | THE IDOLM@STER MILLION THE@TER SEASON 夢にかけるRainbow                           | 765 MILLION ALLSTARS | 「夢にかけるRainbow」 | ゲーム『アイドルマスター ミリオンライブ！ シアターデイズ』関連曲       |
| 7月27日  | THE IDOLM@STER MILLION THE@TER SEASON 夢にかけるRainbow                           | エンジェルスターズ | 「夢にかけるRainbow」 | ゲーム『アイドルマスター ミリオンライブ！ シアターデイズ』関連曲       |
| 8月31日  | THE IDOLM@STER MILLION LIVE! M@STER SPARKLE2 08                                   | 桜守歌織（香里有佐） | 「Contrastet」 | ゲーム『アイドルマスター ミリオンライブ！ シアターデイズ』関連曲       |
| 9月19日  | Misty=Missing You                                                                 | HY:RAIN | 「Misty=Missing You」 | 『シャインポスト』関連曲                                               |
| 10月26日 | SHINEPOST Character Song Collection                                               | HY:RAIN | 「GYB!!」 | テレビアニメ『シャインポスト』挿入歌                                   |
| 12月14日 | THE IDOLM@STER MILLION THE@TER VARIETY 02                                         | 765 MILLION ALLSTARS | 「Brand New Theater! 〜Brand New Year Ver.〜」 | ゲーム『アイドルマスター ミリオンライブ！ シアターデイズ』関連曲       |
| 2023年   |                                                                                   | | |                                                                        |
| 1月14日  | THE IDOLM@STER LIVE THE@TER SOLO COLLECTION 11 Angel Stars                        | 桜守歌織（香里有佐） | 「星宙のVoyage」 | ゲーム『アイドルマスター ミリオンライブ！ シアターデイズ』関連曲       |
| 3月23日  | THE IDOLM@STER 765 MILLION ALLSTARS BEST                                          | 765 MILLION ALLSTARS | 「Thank You!（765 MILLION ALLSTARS ver.）」 「夢にかけるRainbow（Brand New Ver.）」 「Crossing!」                                                                                 | ゲーム『アイドルマスター ミリオンライブ！ シアターデイズ』関連曲       |
| 3月23日  | THE IDOLM@STER LIVE THE@TER BEST                                                  | Sunshine Rhythm | 「サンリズム・オーケストラ♪（Brand New Ver.）」 | ゲーム『アイドルマスター ミリオンライブ！ シアターデイズ』関連曲       |
| 3月29日  | Rain of BulletsXX                                                                 | HY:RAIN | 「Rain of BulletsXX」 | 『シャインポスト』関連曲                                               |
| 4月22日  | THE IDOLM@STER LIVE THE@TER SOLO COLLECTION 12 Angel Stars                        | 桜守歌織（香里有佐） | 「Thank You!」 | ゲーム『アイドルマスター ミリオンライブ！ シアターデイズ』関連曲       |
| 7月26日  | THE IDOLM@STER MILLION LIVE! グッドサイン                                         | 765 MILLION ALLSTARS | 「グッドサイン」 | ゲーム『アイドルマスター ミリオンライブ！ シアターデイズ』関連曲       |
| 7月26日  | THE IDOLM@STER MILLION LIVE! グッドサイン                                         | オフィウクス | 「電波感傷」 | ゲーム『アイドルマスター ミリオンライブ！ シアターデイズ』関連曲       |
| 7月26日  | THE IDOLM@STER MILLION LIVE! グッドサイン                                         | エンジェルスターズ | 「グッドサイン」 | ゲーム『アイドルマスター ミリオンライブ！ シアターデイズ』関連曲       |
| 8月23日  | THE IDOLM@STER MILLION ANIMATION THE@TER『Rat A Tat!!!』                          | MILLIONSTARS | 「Rat A Tat!!!」 | テレビアニメ『アイドルマスター ミリオンライブ！』オープニングテーマ    |
| 8月23日  | THE IDOLM@STER MILLION ANIMATION THE@TER『Rat A Tat!!!』                          | MILLIONSTARS | 「セブンカウント」 | テレビアニメ『アイドルマスター ミリオンライブ！』イメージソング        |
| 10月25日 | THE IDOLM@STER MILLION ANIMATION THE@TER MILLIONSTARS Team8th『REFRAIN REL@TION』 | MILLIONSTARS Team8th | 「REFRAIN REL@TION」 | テレビアニメ『アイドルマスター ミリオンライブ！』関連曲                |
| 2024年   |                                                                                   | | |                                                                        |
| 2月21日  | THE IDOLM@STER MILLION ANIMATION THE@TER START THE DREAM                          | MILLIONSTARS | 「REFRAIN REL@TION」 「Brand New Theater!」 | テレビアニメ『アイドルマスター ミリオンライブ！』挿入歌                |
| 2月21日  | THE IDOLM@STER MILLION ANIMATION THE@TER START THE DREAM                          | 765 MILLIONSTARS | 「READY!!（Anime ver.）」 | テレビアニメ『アイドルマスター ミリオンライブ！』挿入歌                |
| 2月21日  | THE IDOLM@STER MILLION ANIMATION THE@TER START THE DREAM                          | MILLIONSTARS Team8th | 「READY!!（M@STER VERSION）」 | テレビアニメ『アイドルマスター ミリオンライブ！』関連曲                |
| 2月24日  | THE IDOLM@STER LIVE THE@TER SOLO COLLECTION 「REFRAIN REL@TION」 Angel Stars      | 桜守歌織（香里有佐） | 「REFRAIN REL@TION」 | テレビアニメ『アイドルマスター ミリオンライブ！』関連曲                |
| 3月29日  | アイドルマスター ミリオンライブ！ BD 特装版第3巻 特典CD                           | MILLIONSTARS Team8th | 「Rat A Tat!!!」 | テレビアニメ『アイドルマスター ミリオンライブ！』関連曲                |
| 7⽉31⽇  | THE IDOLM@STER MILLION LIVE! 7Days A Week!!                                       | 765 MILLION ALLSTARS | 「7Days A Week!!」 「DIAMOND DAYS」 | ゲーム『アイドルマスター ミリオンライブ！ シアターデイズ』関連曲       |
| 7⽉31⽇  | THE IDOLM@STER LIVE THE@TER SOLO COLLECTION 「DIAMOND DAYS」 ANGEL STARS          | 桜守歌織（香里有佐） | 「DIAMOND DAYS」 | ゲーム『アイドルマスター ミリオンライブ！ シアターデイズ』関連曲       |
| 2025年   |                                                                                   | | |                                                                        |
| 2月26日  | THE IDOLM@STER MILLION THE@TER VARIETY 06                                         | 二階堂千鶴（野村香菜子）、桜守歌織（香里有佐）、島原エレナ（角元明日香）、箱崎星梨花（麻倉もも）、ロコ（中村温姫） | 「Pomegranate」 | ゲーム『アイドルマスター ミリオンライブ！ シアターデイズ』関連曲       |
| 3月26日  | THE IDOLM@STER MILLION MOVEMENT OF STARDOM ROAD 08 涙を知ること                   | 桜守歌織（香里有佐）、大神環（稲川英里）、ジュリア（愛美）、中谷育（原嶋あかり） | 「涙を知ること」 | ゲーム『アイドルマスター ミリオンライブ！ シアターデイズ』関連曲       |
| 4月4日   | Innocent Sky                                                                      | HY:RAIN | 「Innocent Sky」 | ゲーム『シャインポスト Be Your アイドル!』関連曲                       |
| 5月2日   | Hello, My sunshine                                                                | HY:RAIN | 「Hello, My sunshine」 | ゲーム『シャインポスト Be Your アイドル!』関連曲                       |
| 5月23日  | Light                                                                             | HY:RAIN | 「Light」 | ゲーム『シャインポスト Be Your アイドル!』関連曲                       |